# Валенсия, Хосе Даниэль
Хосе́ Даниэ́ль Вале́нсия (исп. José Daniel Valencia; род. 3 октября 1955, Сан-Сальвадор-де-Жужуй) — аргентинский футболист, выступавший на позиции атакующего полузащитника. Чемпион мира 1978 года. Один из лучших игроков на победном чемпионате.

## Биография
В чемпионатах Аргентины, Боливии и Эквадора провёл 409 матчей, забил 37 мячей. Выступал за «Химнасию и Эсгриму» (Хухуй), «Тальерес» (Кордова), «Университариа де Портовьехо», «Гуарани Антонио Франко» (Посадас), «Росарио Сентраль», «Хорхе Вильстерманн», «Сан-Хосе» (Оруро).
За сборную Аргентины с 1975 по 1982 год Валенсия провёл 41 матч и забил пять голов. На победном для аргентинцев домашнем чемпионате мира 1978 года он сыграл в четырёх матчах. Также он выступал на мундиале 1982 года в Испании и двух Кубках Америки — 1975 и 1979 годов.

## Титулы
- Чемпион мира (1): 1978